# Лесозащитная (остановочный пункт)
Лесозащитная — пассажирский железнодорожный остановочный пункт Криворожской дирекции Приднепровской железной дороги в городе Кривой Рог Днепропетровской области.

## Характеристика
Пассажирский железнодорожный остановочный пункт Криворожской дирекции Приднепровской железной дороги на линии Кривой Рог-Главный — Апостолово между станциями Кривой Рог-Главный (6 км) и Незалежная (3,6 км).
Расположен в городе Кривой Рог Днепропетровской области. Вблизи остановочного пункта находится Долгинцевский лесопитомник.
На платформе Лесозащитная останавливаются пригородные электропоезда Никополь / Апостолово — Кривой Рог / Тимково.